# Пісні для внучат
«Пісні для внучат» — радянський телефільм 1977 року, знятий режисером Лері Сіхарулідзе на кіностудії «Грузія-фільм».

## Сюжет
Є в Грузії невелике містечко Саркінеті. Головна гідність цього славетного містечка тут співають усі без винятку. У саркінетців навіть діти народжуються з багатоголосною піснею на вустах. До того, у саркінетців діти співають усе: у їхньому репертуарі — пісні всіх куточків земної кулі й, кажуть, навіть Америки. Тому не дивно, що саме для дітей щороку, першого недільного дня жовтня, влаштовується грандіозне свято — конкурс юних талантів імені неперевершеного та незабутнього саркінетського співака Церецо Ніжарадзе.

## У ролях
- Хатуна Чіквіладзе — Хатуна Ніжарадзе
- Зінаїда Кверенчхіладзе — Мавра, мати Хатуни (дублювала М. Виноградова)
- Авто Кварацхеліа — Пуларі, батько Хатуни
- Пеко Ніжарадзе — Церецо Ніжарадзе, пращур, композитор
- Автанділ Гогісванідзе — Чукі, учасник дитячого вокального ансамблю
- Шалва Сіпрошвілі — Гоча, учасник дитячого вокального ансамблю
- Звіад Сіхарулідзе — Дато, учасник дитячого вокального ансамблю
- Каха Шукакідзе — Кока, учасник дитячого вокального ансамблю
- Мурман Ломтатідзе — Махо Габранідзе, дядько Хатуни (дублював Ю. Саранцев)
- Вахтанг Нінідзе — Хушті Ніжарадзе, залізничник, дядько Хатуни
- Шалва Медзвеліа — Шалва Чачхіані, співак, почесний голова журі
- Серго Сіхарулідзе — Бадімід Лашхі, композитор, голова жюрі
- Віра Хубаєва — Паціа, тітка Хатуни
- Нато Гварджаладзе — Тата, тітка Хатуни
- Тініко Антадзе — Мацацо, тітка Хатуни
- Чаку Саджая — Чаку, дядько Хатуни
- Мірза Уклеба — Філімон, дядько Хатуни
- Омар Перадзе — Амур, дядько Хатуни
- Реваз Хонелідзе — Цквіті, дядько Хатуни
- Вано Жоржоліані — Зураб Гасконе, музичний критик
- Зураб Гогіберашвілі
- Дато Дзнеладзе
- Бачукі Мішвеладзе
- Давид Табліашвілі
- Суліко Хаджишвілі

## Знімальна група
- Режисер — Лері Сіхарулідзе
- Сценаристи — Лері Сіхарулідзе, Анзор Салуквадзе
- Оператор — Ніколос Сухішвілі
- Композитор — Йосип Барданашвілі
- Художник — Шадіман Чавчавадзе